# Batida onbeat e offbeat (música)
A batida onbeat e offbeat presente na música ocidental típica 4/4, contadas como "1 2 3 4, 1 2 3 4... ", a primeira batida do compasso (downbeat) é geralmente o acento mais forte na melodia e o lugar mais provável para uma mudança de acorde, a terça é a segunda mais forte: são as batidas "onbeats", onde o segundo e o quarto são mais fracos: são as batidas "offbeats". As subdivisões (como colcheias) que caem entre as batidas do pulso são ainda mais fracas e, se usadas com frequência em um ritmo, também podem torná-lo offbeat.
O efeito pode ser facilmente simulado contando até quatro de maneira uniforme e repetida. Como pano de fundo para comparar esses vários ritmos, uma batida de bumbo no tempo forte e uma subdivisão constante de colcheias no prato de condução foram adicionadas, o que seria contado da seguinte forma ( negrito denota uma batida acentuada):
- 1 2 3 4 1 2 3 4 — colcheias e bumbo tocados sozinhos (play)ⓘ
- 1 2 3 4 1 2 3 4 — the stress here on the "on" beat playⓘ But one may syncopate that pattern and alternately stress the odd and even beats, respectively:
- 1 2 3 4 1 2 3 4 —  ênfase na batida "inesperada" ou sincopada (play)ⓘ

Portanto, "off-beat" é um termo musical, comumente aplicado à sincopação que enfatiza as batidas fracas de um compasso, em oposição ao usual on-beat. Esta é uma técnica fundamental da polirritmia africana que se transferiu para a música popular ocidental. De acordo com a Grove Music, o "Offbeat é [muitas vezes] onde o downbeat é substituído por uma pausa ou é vinculado ao compasso anterior". O tempo forte nunca pode ser fora do tempo porque é o tempo mais forte em 4/4. Certos gêneros tendem a enfatizar o off-beat, onde esta é uma característica definidora do rock'n'roll e da música ska.

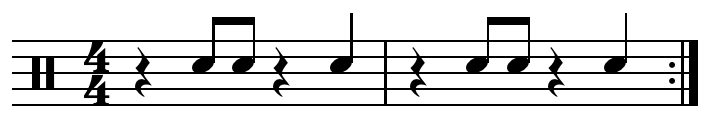
Padrão off-beat ou backbeat, popular na caixa </img>

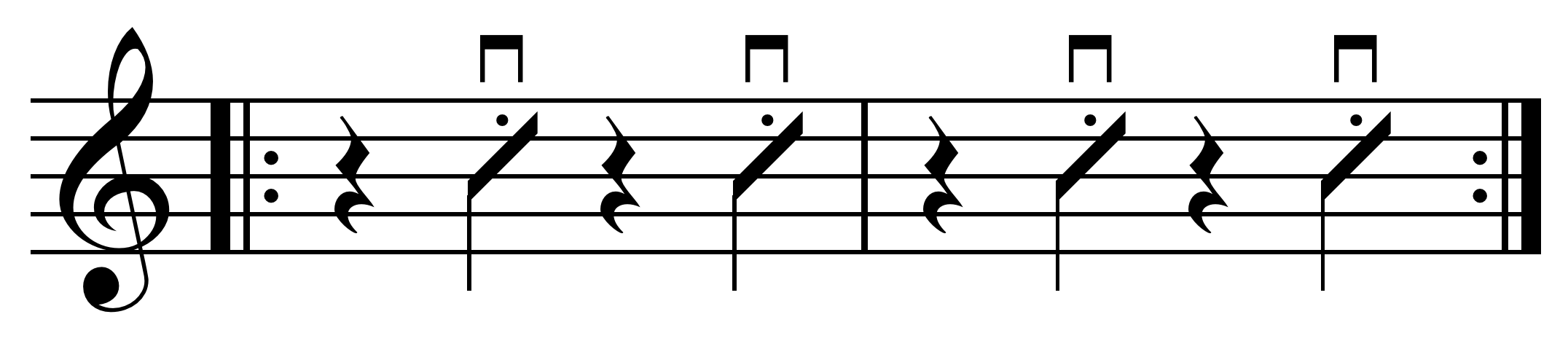
Ritmo de guitarra " Skank " </img>. Freqüentemente referido como "upbeats", em paralelo com upstrokes.